# Castulo
Koordinaten: 38° 0′ N, 3° 40′ W
Castulo (altgriechisch Κασταλών Kastaloni) war die Hauptstadt der iberischen Oretani.
Es lag am Oberlauf des Baetis (Guadalquivir) etwa 7 km südlich des heutigen Linares in Andalusien in Spanien. In der Nähe befanden sich Silberminen und Bleigruben, wodurch die Stadt wirtschaftlich bedeutsam war.
Vor dem Zweiten Punischen Krieg befand sich Castulo unter der Herrschaft Karthagos. Mit einer Einwohnerin von Castulo, die laut Silius Italicus Imilke geheißen habe, ging Hannibal eine Ehe ein. Die Stadt stellte sich aber im Verlauf des Zweiten Punisches Krieges 214 v. Chr. auf die Seite von Karthagos Kriegsgegner, der Römischen Republik. Ein erneuter Wechsel Castulos auf die Seite Hannibals erfolgte 211 v. Chr. In den nächsten Jahren konnte Publius Cornelius Scipio Africanus die Punier gänzlich aus Spanien vertreiben, so dass Castulo 206 v. Chr. endgültig unter römische Herrschaft kam. Auch nach der Eingliederung in den römischen Herrschaftsbereich wurden noch eigene Münzen geprägt.

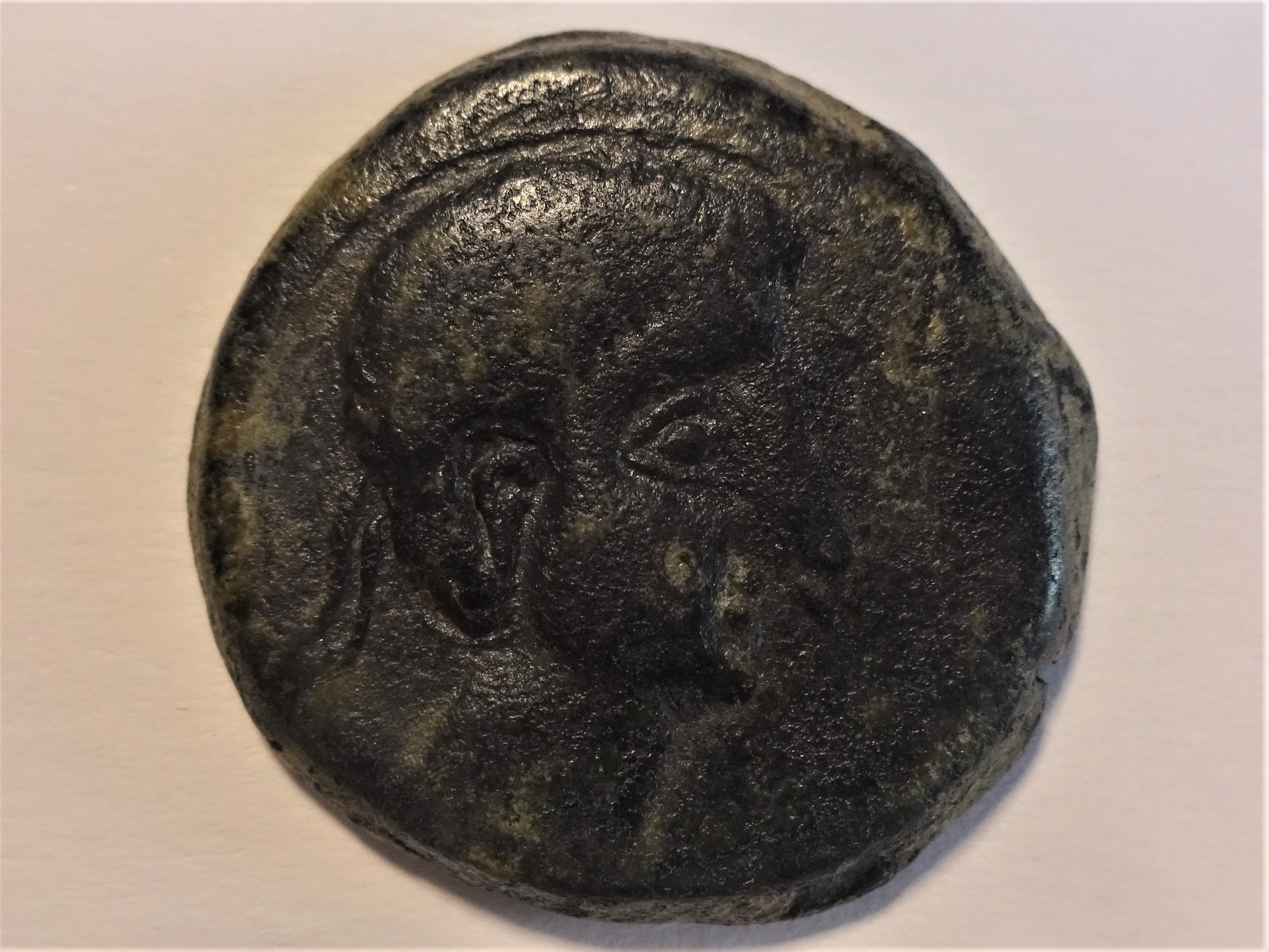
Bronzemünze aus Castulo, Kopf, ca. 125 v. Chr.

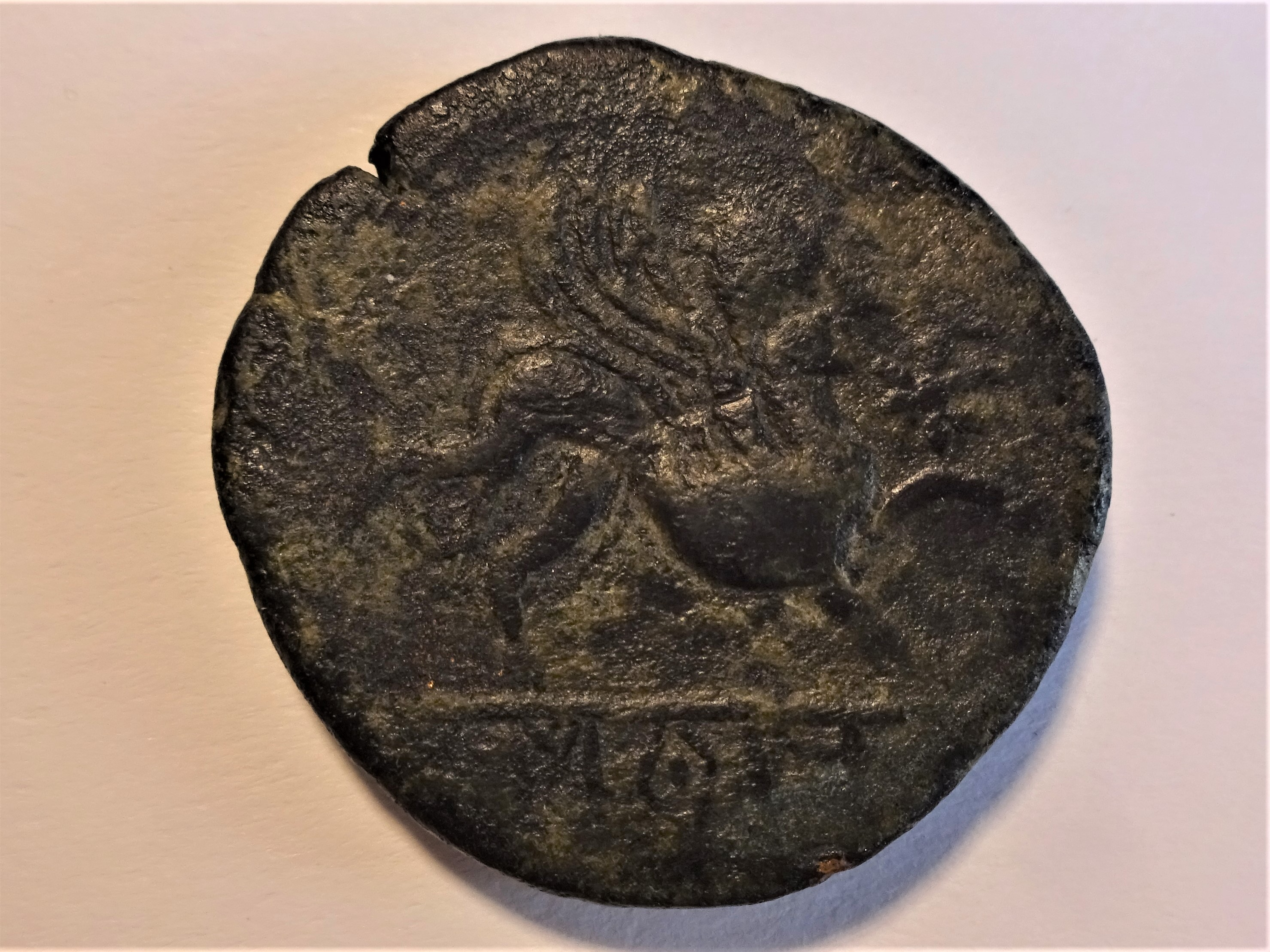
Rückseite der Münze mit Sphinx, davor Stern

Seit dem Beginn des 4. Jahrhunderts n. Chr. war Castulo ein Bischofssitz, verödete aber im Mittelalter. Auf den untergangenen Bischofssitz geht das Titularbistum Castulo zurück.